# .net
.net (.network) é um Domínio de topo genérico (gTLD) usado nos DNSs da Internet. O gTLD.net é administrado atualmente pela VeriSign.
.net é um dos domínios de topo originais, criado em Janeiro de 1985. Inicialmente ele foi criado para ser usado somente por computadores de provedores de rede (como  Provedores de acesso à Internet). Mas actualmente não existem restrições para registrar domínios .net. Portanto, enquanto é popular para operadores de rede, também é usado como um segundo .com. Actualmente o .net é o terceiro domínio de topo mais usado, depois do .com e .de.
Além de ser uma abreviação para internet, por exemplo em novainter.net que é explorado educacionalmente, "net" também é uma romanização da palavra  Russa нет ("não") e um nome de domínio como "object.net" pode ser interpretado como "não há qualquer objecto". Alguns domínios exploram esse trocadilho, por exemplo mozga.net (cérebro ausente).